# 関根英之
関根　英之（せきね　ひでゆき、1967年4月19日 - 2024年3月19日【訃報公表日】）は、茨城県の猿島郡・三和町（現・古河市）出身の日本の柔道家。現役時代は95kg超級の選手。身長190cm。体重125kg。

## 来歴
それまで野球に取り組んでいたが、三和町立三和中学校2年の時に体格の良さを見込まれて柔道を始めることになった。
栃木県の作新学院高校3年の時にはインターハイ重量級で3位となった。
東海大学に進むと、1年の時には全日本学生(無差別)で決勝まで勝ち進むが、明治大学の小川直也との史上初となる1年生対決に1－2の判定で敗れた。2年の時には学生優勝大会の優勝に貢献すると、新人体重別では優勝を飾った。4年の時には全日本選手権で決勝まで進み、小川との史上初の大学生同士の決勝対決となったが横四方固で敗れた。体重別でも決勝で小川に支釣込足で敗れた。世界選手権は代表候補となったものの、結果として2階級とも小川が出場したために出番はなかった。一方、学生優勝大会では2年ぶりの優勝に貢献すると、全日本学生でも優勝を飾った。
1990年には大学を卒業して東洋水産所属になった。体重別決勝では小川に有効で敗れたが、北京アジア大会無差別では優勝を果たした。1991年には体重別で優勝すると世界選手権代表に選ばれて、無差別に出場予定だったものの、小川が95kg超級で3位にとどまると無差別への出場も代表選手団に直訴したため、より優勝に近い選手として小川が無差別にも起用されたことで、結果として出場できずに終わった。
1992年にはフランス国際で2度目の優勝を飾った。1993年にはドイツ国際でも2度目の優勝を飾った。しかし、全日本選手権は関東予選で敗れたので、全日本選手権に出場出来ない選手が集まった講道館杯95kg超級に出場して優勝を果たした。体重別では決勝で小川に判定で敗れたが、初戦で小川に次ぐ有力候補だった日本道路公団の三谷浩一郎を小外掛で破ったこともあり、世界選手権95kg超級代表に選ばれた。ようやく出場の機会が得られた世界選手権ではあったものの、初戦でカナダの無名選手であるジョン・カーニックに開始早々の小外刈で敗れた。金野潤と並んで国内における小川の最大のライバルと長らくみなされていたものの、高校3年の時に金鷲旗で初めて顔を合わせて以来10回以上対戦しながら、ついに小川に一度も勝てずに1994年に引退することになった。
2024年3月に死去した。56歳没。

## 戦績
(階級表記のない大会は全て95kg超級での成績)
- 1985年 - インターハイ　3位(重量級)
- 1986年 - 全日本学生　無差別　2位
- 1987年 - 学生優勝大会　優勝
- 1987年 - 新人体重別　優勝
- 1988年 - ドイツ国際　優勝
- 1988年 - 学生優勝大会　2位
- 1988年 - 正力杯　2位
- 1988年 - 世界学生　無差別　3位
- 1989年 - 全日本選手権　2位
- 1989年 - 学生優勝大会　優勝
- 1989年 - 体重別　2位
- 1989年 - 全日本学生　無差別　優勝
- 1990年 - フランス国際　優勝
- 1990年 - 体重別　2位
- 1990年 - 北京アジア大会　無差別　優勝
- 1990年 - 嘉納杯　95kg超級　5位　無差別　3位
- 1991年 - 体重別　優勝
- 1991年 - アジア選手権　2位
- 1992年 - フランス国際　優勝
- 1992年 - ブルガリア国際　3位
- 1992年 - 体重別　3位
- 1993年 - ドイツ国際　優勝
- 1993年 - 講道館杯　優勝
- 1993年 - 体重別　2位